# Shreedhar Savanur
Shreedhar Savanur N., né le 7 juillet 1994 à Bombay, est un coureur cycliste indien.

## Palmarès
- 2011
  -  Champion d'Inde sur route juniors
- 2013
  -  Champion d'Inde sur route
  - Tarmac Road Race
- 2014
  -  Champion d'Inde sur route
  - Sabarmati Cyclothon[1]
  - Bangalore Cyclothon
- 2015
  -  Champion d'Inde sur route
  - Vodafone Cycling Marathon[2]
- 2017
  - Pune Baramati National Level Race
- 2018
  - India Premier Cyclothon[3]
  - 2e du championnat d'Inde sur route
- 2019
  - 3e du championnat d'Inde du critérium

## Classements mondiaux
| Année                                 | 2014 |
| ------------------------------------- | ---- |
| UCI Asia Tour                         | 412e |
|                                       |      |
| Légende : nc = non classéSource : UCI |      |